# Parlament de França
El Parlament francès és un parlament bicameral. És a dir, compost de dues cambres: l'Assemblea Nacional (Assemblée nationale, en francès) i el Senat (Sénat).
Els diputats de l'Assemblea Nacional són elegits per sufragi universal directe, a partir d’un escrutini uninominal a dues voltes en cada una de les 577 circumscripcions establertes (a cada departament pot haver-hi entre 2 a 24 circumscripcions, segons el nombre de població). El mandat dels diputats és de 5 anys.
El Senat francès està compost per 348 senadors. D'aquests, la majoria, 326, són elegits per sufragi universal indirecte, elegits en cada departament per un col·legi de grans electors format pels diferents càrrecs electes del departament (diputats, senadors, consellers regionals, consellers departamentals, i consellers municipals). Dels altres 22 senadors, 10 són elegits als diferents territoris d'ultramar i 12 representen els francesos residents a l'estranger. Els senadors tenen un mandat de 6 anys, però el Senat es renova per meitats cada 3 anys. El President del Senat és l’encarregat d’ocupar provisionalment la Presidència de la República en cas de vacant o d’impediment d’aquest (degudament constatat pel Consell Constitucional). El Senat, d’altra banda, com a garant de la continuïtat de l’Estat, no pot ser dissolt.
Per aprovar una llei, el text ha de ser vist per les dues cambres, tot i que generalment és l'Assemblea Nacional qui –en cas de discrepàncies entre una i altra– acaba aprovant el text definitiu. No obstant, cal l’aprovació específica del Senat en les lleis de rang constitucional, en les lleis orgàniques, i en aquelles que regulin el dret de vot i d’elegibilitat en les eleccions municipals.